# Ferdinánd Pálffy
Il conte Ferdinánd Pálffy de Erdőd (Vienna, 1º febbraio 1774 – Vienna, 4 febbraio 1840) è stato un ingegnere e impresario teatrale ungherese più noto per aver gestito il Theater an der Wien perdendo gran parte dei suoi averi.

## Biografia
Figlio del conte Lipót Pálffy de Erdőd (1739–1799), frequentò l'istituto minerario a Banská Štiavnica, in Slovacchia nel periodo 1794-1796, dove rimase in servizio presso le autorità di governo locali prima di fare ritorno a Vienna nel 1806, dove entrò nel ministero delle miniere. In società con altri nobili della Corte imperiale decise di assumere la gestione del Theater an der Wien nel 1807 e a prendere in affitto gli altri due teatri sotto il controllo imperiale, il Burgtheater ed il Theater am Kärntnertor. A seguito di decreto imperiale divenne l'unico responsabile dei teatri di Vienna e nel 1813 acquistò il Theater an der Wien affidando a Louis Spohr la direzione dell'orchestra. Durante il periodo in cui fu proprietario, ovvero fino al 1826, egli mise in scena opera e balletto, e per attrarre un pubblico più numeroso, anche pantomima e spettacoli di varietà, perdendo gran parte delle sue fortune in spettacoli elaborati e sfarzosi. Nel 1826 fu costretto a mettere all'asta il teatro ed a vendere la sua biblioteca per pagare i debiti contratti. Temendo di essere arrestato per i suoi debiti, si rifugiò a Pressburg (Bratislava) dove rimase per diversi anni.
Sotto la gestione del conte Pálffy, il Theater an der Wien vide le prime rappresentazioni di Rosamunda di Helmina von Chézy, che affondò senza lasciare traccia salvo per le musiche di scena di Franz Schubert, il cui Die Zauberharfe venne rappresentato per otto recite. In segno di riconoscenza, Schubert dedicò a Pálffy la sua Sonata in Si bemolle (D617). Pálffy non gradì che il suo direttore d'orchestra, Louis Spohr, fece rappresentare la sua opera Faust (1813) a Praga anziché nel suo teatro.